# Sân bay Shirak
Sân bay quốc tế Shirak (mã sân bay IATA: LWN, mã sân bay ICAO: UDSG) là một sân bay quốc tế phục vụ Gyumri và tỉnh Shirak. Nó nằm khoảng 5 km từ trung tâm của Gyumri. Sân bay đã được khánh thành vào năm 1961, và là sân bay lớn thứ hai trong cả nước, sau sân bay quốc tế Zvartnots của Yerevan. Hiện nay, sân bay đã lên kế hoạch các chuyến bay đến Moskva, Rostov trên sông Đông và Sochi.
Vào đầu năm 2006, Armenia đã nhận thấy tầm quan trọng của việc có một sân bay quốc tế thứ hai, khi điều kiện thời tiết bất lợi có nghĩa là nhiều chuyến bay đã được chuyển từ sân bay quốc tế Zvartnots của Yerevan vào sân bay Shirak của Gyumri. Thiết bị điều khiển giao thông mới đã được đưa vào hoạt động tại sân bay, cho phép xác định các máy bay trong vòng bán kính 400 km, thiết bị là một hệ thống mới được phát triển và theo các công ty Séc đã thực hiện nó, đây là lần đầu tiên nó đã được lắp đặt tại một sân bay ở một vị trí miền núi, và các kinh nghiệm từ cài đặt của nó sẽ phục vụ như là một mô hình để cài đặt tương lai của nó trong các khu vực khác. Đường băng 02 được trang bị với một ILS CAT I, cho phép máy bay hoạt động trong trần thấp (60 mét) và khả năng hiển thị (800 mét). 

## Hãng hàng không và tuyến bay
| Hãng hàng không | Các điểm đến      |
| --------------- | ----------------- |
| Kuban Airlines  | Krasnodar         |
| RusLine         | Krasnodar         |
| VIM Airlines    | Moscow-Domodedovo |